# 張鷟
張 鷟（ちょう さく、顕慶2年（657年）/顕慶3年（658年） - 開元18年（730年））は、唐代の文学者・官僚。『遊仙窟』の著者として知られる。字は文成。号は浮休子。本貫は深州陸沢県。

## 経歴
聡明で機智に富み、読破しない書物はなかった。児童のとき、夢に紫色の大鳥を見て、五彩が文を成していたことから、その名と字を取ったとされる。進士に及第し、岐王府参軍に任じられた。さらに八挙に応じ、いずれも甲科に登第し、長安県尉となり、鴻臚寺丞に転じた。水部郎中の員半千に張鷟の文は青銭のようだと評され、「青銭学士」と呼ばれた。しかしかれの度量は狭く、士行を持さなかったので、方正な人に憎まれ、とくに姚崇に軽んじられた。開元初年、張鷟は御史の李全に弾劾されて罪に問われ、嶺南に流された。刑部尚書の李日知に弁護され、玄宗の勅命により近所に移された。開元年間、入朝して司門員外郎として死去した。当時の新羅や日本の人々は、かれの文章を珍重して、入唐するたびに金宝を出して贖い、持ち帰った。
著書に『遊仙窟』のほか、『朝野僉載』20巻・『才命論』1巻・『龍筋鳳髄判』10巻があった。
孫に張薦があった。

## 伝記資料
- 『旧唐書』巻149 列伝第99
- 『新唐書』巻161 列伝第86